# North Weeki Wachee
North Weeki Wachee és una concentració de població designada pel cens dels Estats Units a l'estat de Florida. Segons el cens del 2000 tenia 4.253 habitants.

## Demografia
Segons el cens del 2000, North Weeki Wachee tenia 4.253 habitants, 1.891 habitatges, i 1.406 famílies. La densitat de població era de 223,1 habitants/km².
Dels 1.891 habitatges en un 16,4% hi vivien nens de menys de 18 anys, en un 65,4% hi vivien parelles casades, en un 6,1% dones solteres, i en un 25,6% no eren unitats familiars. En el 21,7% dels habitatges hi vivien persones soles el 12,8% de les quals corresponia a persones de 65 anys o més que vivien soles. El nombre mitjà de persones vivint en cada habitatge era de 2,24 i el nombre mitjà de persones que vivien en cada família era de 2,56.
Per edats la població es repartia de la següent manera: un 15,2% tenia menys de 18 anys, un 3,5% entre 18 i 24, un 17,8% entre 25 i 44, un 28,9% de 45 a 60 i un 34,7% 65 anys o més.
L'edat mediana era de 56 anys. Per cada 100 dones de 18 o més anys hi havia 91,8 homes.
La renda mediana per habitatge era de 31.985 $ i la renda mediana per família de 37.694 $. Els homes tenien una renda mediana de 33.594 $ mentre que les dones 21.845 $. La renda per capita de la població era de 22.186 $. Entorn del 3,8% de les famílies i el 5,9% de la població estaven per davall del llindar de pobresa.

## Poblacions més properes
El següent diagrama mostra les poblacions més properes.